# Cierpienia Persilesa i Sigismondy

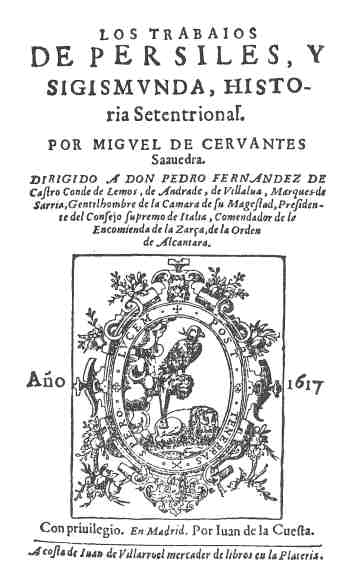
Cierpienia Persilesa i Sigismondy, 1617

Cierpienia Persilesa i Sigismondy (hiszp. Los trabajos de Persiles y Sigismonda) – powieść Miguela de Cervantes. Ukazała się już po śmierci autora, wydana przez jego żonę, w 1617. Utwór opowiadał o losach dwojga kochanków. Oparty był na romansie Teagenes i Chariklea, autorstwa Heliodora z Emesy.

## Okoliczności powstania i publikacji
Przypuszcza się, że Cervantes rozpoczął pracę nad utworem po 1608 lub 1609 roku. Publikację utworu zapowiadał w 1613. Dedykacja datowana jest na 31 października 1615, natomiast posłowie – na 19 kwietnia 1616 (a więc na kilka dni przed śmiercią autora). Powieść wydała w 1617 roku w Hiszpanii wdowa po pisarzu. Utwór zdobył sobie dużą popularność, a już w 1617 przedrukowano go we Francji.

## Zarys fabuły
Sigismonda jest córką Eusebii, królowej Fryslandii. Matka wysyła ją na wyspę Tule, mając nadzieję, że Sigismonda poślubi Maximusa, syna tamtejszej królowej Estoquii. Maximus, po obejrzeniu portretu Sigismondy, wyraża zgodę na planowany mariaż. Sigismonda kocha jednak z wzajemnością jego brata – Persilesa. Kochankowie pozorują odbycie pielgrzymki do Rzymu, która rzekomo ma umocnić dziewczynę w wierze katolickiej. Po ucieczce z Tule podróżują jako rodzeństwo, pod przybranymi imionami Periander i Auristela. Po drodze przeżywają liczne przygody, padają m.in. w ręce piratów i barbarzyńców. Tymczasem Maximus wyrusza na poszukiwanie Sigismondy. Po drodze jednak zapada na zdrowiu. Przed samą śmiercią błogosławi kochanków. Sigismonda i Persiles pobierają się i wiodą szczęśliwe życie rodzinne.

## Związki z pierwowzorem
Pisząc Cierpienia Persilesa i Sigismondy Cervantes opierał się na romansie Teagenes i Chariklea, autorstwa Heliodora z Emesy. Oba utwory łączy przede wszystkim sposób ujęcia losów tytułowych kochanków, a także sposób prowadzenia akcji (niechronologiczny – akcja zaczyna się od środka i wyjaśnia z czasem), bohaterowie przeżywają też podobne przygody. Poza tym jednak występują różnice: u Cervantesa oprócz wątku głównego pojawiają się także liczne wątki poboczne, pisarz hiszpański stara się też o autentyczność – opisując przygody bohaterów i realia świata przedstawionego posiłkuje się źródłami (m.in. Historia de gentibus septentrionalibus Olausa Magnusa), wprowadza też większą niż Heliodor ilość wątków oraz bogatszą treść.

## Wydanie polskie
- Miguel de Cervantes Saavedra: Niezwyczajne przygody Persilesa i Sigismundy. Przekład i posłowie Zofia Szleyen. Kraków: Wydawnictwo Literackie, 1980. ISBN 83-08-00015-0. Brak numerów stron w książce